# قواع الأعياص
قُوَاع الأعياص (الاسم العلمي: Lepus saxatilis) هو أحد نوعَي القواعات الموجودة في جنوب ناميبيا وموزمبيق وجنوب إفريقيا وإسواتيني وليسوتو. وعلى الرغم من إدراجه ضمن الأنواع غير المهددة بالانقراض، إلا أن أعداده آخذة في الانخفاض ومن المتوقع أن ينخفض بنسبة 20% خلال المئة عام القادمة.